# Горняк (город, Россия)
Горня́к — город (с 1969 года) в Алтайском крае Российской Федерации. Административный центр Локтевского района. Образует городское поселение город Горняк.

## География
Расположен на реке Золотуха в 305 км к юго-западу от Барнаула (360 км по автодорогам) и в 60 км к юго-востоку от Рубцовска. Через город проходит железнодорожная ветка «Локоть — Усть-Каменогорск — Риддер». Городское поселение граничит с Николаевским, Кировским и Успенским сельсоветами Локтевского района, юго-восточная и южная граница поселения — с Республикой Казахстан.
Рельеф — равнина с мелкими сопками. Климат умеренно-холодный, резко континентальный. Значительное количество осадков, даже в сухие месяцы. По классификации Кёппена — влажный континентальный климат (индекс Dfb) с равномерным увлажнением в течение года и тёплым летом. Средняя температура января — -16˚ С, июля — +20,7˚ С. Длительность климатического лета совпадает с календарным.
| Показатель                                                                               | Янв.  | Фев.  | Март  | Апр.  | Май  | Июнь | Июль | Авг. | Сен. | Окт.  | Нояб. | Дек.  | Год   |
| ---------------------------------------------------------------------------------------- | ----- | ----- | ----- | ----- | ---- | ---- | ---- | ---- | ---- | ----- | ----- | ----- | ----- |
| Абсолютный максимум, °C                                                                  | 4,2   | 4,9   | 17,8  | 30,1  | 34,9 | 37,0 | 37,2 | 37,3 | 36,7 | 26,3  | 17,9  | 6,8   | 37,3  |
| Средний суточный максимум, °C                                                            | −11   | −9,8  | −2,5  | 10,4  | 20,4 | 25,8 | 27,6 | 25,2 | 19,7 | 9,1   | −2,1  | −8,9  | 9,0   |
| Средняя температура, °C                                                                  | −16   | −15,3 | −8    | 4,5   | 13,2 | 18,7 | 20,7 | 18,1 | 12,5 | 4,0   | −6,5  | −13,5 | 2,7   |
| Средний суточный минимум, °C                                                             | −20,9 | −20,8 | −13,4 | −1,3  | 6,1  | 11,7 | 13,9 | 11,1 | 5,4  | −1    | −10,9 | −18   | −2,3  |
| Абсолютный минимум, °C                                                                   | −45,2 | −41,7 | −29,2 | −19,4 | −6,9 | −0,2 | 2,9  | 1,3  | −7,6 | −16,1 | −32,3 | −44,5 | −45,2 |
| Норма осадков, мм                                                                        | 26    | 25    | 26    | 29    | 42   | 38   | 57   | 41   | 33   | 43    | 38    | 31    | 429   |
| Источник: Средние температуры и осадки, Абсолютные минимумы и максимумы за 2009-2019 гг. |       |       |       |       |      |      |      |      |      |       |       |       |       |

Почвы — чернозёмы обыкновенные и чернозёмы с солонцеватыми комплексами. Растут берёза, тополь, клён, осина, черноплодка. Обитают степная пустельга, степная гадюка, лисица, заяц, лось, косуля, корсак.

## Природные ресурсы
Горняк расположен на территории Рудного Алтая, где сосредоточены значительные месторождения полиметаллических руд. К главным минералам полиметаллических руд региона относятся пирит, сфалерит, галенит и халькопирит; подчинённое значение имеют блёклые руды, самородные серебро и золото, теллуриды. Главные жильные минералы: кварц, хлорит, серицит, барит и карбонаты.

## История
Золотушинское полиметаллическое месторождение и рудник по добыче полиметаллических руд были открыты в 1751 году. Горные разработки прекращались, затем вновь продолжались, такое положение сохранялось до середины XIX века. Административно входили в состав Змеиногорского уезда Томской, а затем Алтайской губернии. Вновь они были возобновлены в 1939 году. В 1942 году в степной, заболоченной местности, в трёх километрах на юг от речки Золотушки появился посёлок горняков, возле строящегося одноимённого рудника, который назвали рабочим посёлком Горняк.
В 1946 году рабочему посёлку Горняк был присвоен статус посёлка городского типа. В 1954 году Горняк становится районным центром. Из села Локоть переселяются районные организации. Статус города посёлок получил в 1969 году.
До 2003 года действовал Алтайский горно-обогатительный комбинат, являвшийся градообразующим предприятием.

## Экономика
Земельные ресурсы города составляют 2809 га.
Ресурсный потенциал территории разнообразен: от полезных ископаемых, которые представлены залежами полиметаллических руд, известкового камня, гранита, прочих строительных нерудных материалов до сельскохозяйственного сырья, производимого сельскохозяйственными предприятиями района.
Промышленность города Горняка Локтевского района представлена 14 предприятиями, из которых 3 — крупные и средние, 11 — малые. Развита стройиндустрия, основными предприятиями которой являются ЗАО «КПФ Неверовская ДСФ», ООО «Известковый завод», производством и распределением теплоэнергии и воды заняты ООО Тепло № 1", ООО Тепло № 2", ООО Тепло № 3", ЗАО «Горняцкий водоканал», ООО «Горняцкий водоканал», обрабатывающую отрасль представляют ЗАО «Горняцкий хлебозавод», ЗАО «Горняцкая швейная фабрика» и индивидуальные предприниматели.

## Экологическая ситуация
В Горняке сложилась напряжённая экологическая обстановка, вызванная природными и антропогенными факторами. Приземный слой атмосферы испытывает неблагоприятное воздействие со стороны двух хвостохранилищ Алтайского горно-обогатительного комбината, с поверхности которых ветром разносится значительное количество пыли. Пылевые частицы являются продуктами разрушения отработанных горных пород — отходов процесса обогащения полиметаллических руд. В их состав входят такие токсичные элементы, как свинец, кадмий, цинк и др.
Промышленными предприятиями и автотранспортом в черте города выбрасывается 24191,64 т загрязняющих веществ в год. Из них угольной пыли — 1479 т/г, окиси углерода 1427 т/г, окиси азота — 203 т/г. В настоящее время засыпано около 70 % площади хвостохранилищ Золотушинского рудника, что сократило вынос токсичного аэрозоля на 14 тонн. Территория рудника по-прежнему испытывает недостаток в экологической рекультивации (формирование близких к исходному состоянию экосистем с использованием местных ресурсов).

## Население
| 1959    | 1970    | 1979    | 1989    | 1996    | 1998    | 2000    | 2001    | 2002    |
| ------- | ------- | ------- | ------- | ------- | ------- | ------- | ------- | ------- |
| 13 866  | ↗16 643 | ↘15 967 | ↘15 833 | ↗16 600 | ↘16 200 | ↘16 000 | ↗16 100 | ↘15 779 |
| 2005    | 2006    | 2007    | 2008    | 2010    | 2011    | 2012    | 2013    | 2014    |
| ↘15 600 | →15 600 | ↘15 500 | ↘15 400 | ↘13 918 | ↘13 866 | ↘13 649 | ↘13 462 | ↘13 238 |
| 2015    | 2016    | 2017    | 2018    | 2019    | 2020    | 2021    |         |         |
| ↘13 109 | ↘13 040 | ↘12 972 | ↘12 654 | ↘12 437 | ↘12 330 | ↘10 112 |         |         |

На 1 января 2025 года по численности населения город находился на 934-м месте из 1124 городов Российской Федерации.

## Инфраструктура
В городе работает много промышленных и иных предприятий различных форм собственности, создана развитая торговая сеть, есть детская музыкальная и художественная школы, централизованная библиотечная система, Дом детского творчества, 4 детских сада, МБУ «Спортивный комплекс г. Горняк», муниципальное учреждение «Детско-юношеская спортивная школа», несколько поликлиник, муниципальные и коммунальные учреждения.
Образование
В городе 4 муниципальных образовательных учреждения:
- «Средняя общеобразовательная школа № 1».
- «Средняя общеобразовательная школа № 2».
- «Гимназия № 3».
- «Средняя общеобразовательная школа № 4».

Есть государственное образовательное учреждение для детей-сирот, оставшихся без попечения родителей: «Горняцкий специальный (коррекционный) детский дом для детей с отклонениями в развитии».
Средне-специальное образование:
- Горняцкий филиал Алтайского промышленно-экономического колледжа.
- Горняцкий филиал Рубцовского машиностроительного техникума.
- ЧОУ ДПО «Центр профессионального образования».

Радио и СМИ
- 103,0 Радио России / ГТРК Алтай
- 105,3 Милицейская волна
- МАУ "Редакция газеты «К новым рубежам»
- МУЧ «Локтевская телестудия»[9].

## Достопримечательности
- МБУК «Локтевский краеведческий музей».
- Мемориал, воздвигнутый в 1983 году в честь земляков, погибших на Великой Отечественной войне 1941—1945 гг.
- В центре города находится парк отдыха и «Дом культуры имени Н. А. Островского»
- Никольская церковь[30].